# Voice of India
Voice of India ist ein 1981 von Ram Swarup gegründetes hindu-nationalistisches Verlagshaus in Delhi, Indien.
Das Verlagshaus gilt als Ideenschmiede des Hindu-Revivalismus und der Hindutva. Der Einfluss der Bücher des Voice of India Verlagshauses ist Berichten zufolge unter hochrangigen Politikern der indischen Volkspartei Bharatiya Janata Party, die aktuell die Regierung stellt, sehr präsent.
Parallel dazu steht der Verlag dem für die Hindutva-Bewegung zentralen Rashtriya Swayamsevak Sangh auch kritisch gegenüber, denn dieser ist Autoren des Verlages oft nicht radikal genug oder zu vorsichtig. Voice of India lässt sich insofern zur „Neo-Hindutva“ zählen, - verschiedene nationalhinduistische Akteure, die am Hindutva-Diskurs teilnehmen und ihn selber beeinflussen.
Das Verlagshaus wurde gegründet, damit der Sangh Parivar eine eigene Hindu-Theologie zur Verfügung steht, welche der Vereinheitlichung und tieferen Begründung der Hindutva-Ideologie dient. Dazu dient Religionskritik, verstanden als Kritik am Christentum und insbesondere am Islam als semitischen und dem Hinduismus entgegengesetzten Religionen. Die Übernahme des Islams und seiner Theologie habe zur gewalttätigen Intoleranz geführt, die als Geisteshaltung über Jahrhunderte hin stabil geblieben sei, die Aussage, dass der Islam als in Gänze abzulehnende Ideologie selbst und nicht die Muslime das Problem darstellen, wird von Voice of India regelmäßig wiederholt. Der Hinduismus stehe für eine „universelle Spiritualität“, der Islam müsse aufgrund seiner kodifizierten Lehre hingegen intolerant und zerstörerisch sein. Diese Sichtweise betrifft sämtliche semitischen Religionen, auch das Christentum, dem mit Berufung auf Paul Deussen oder Thomas Paine vorgeworfen wird, wird „sadistisch“ zu sein. Auf prophetisch gestifteten Texten beruhende „Theologie“ insgesamt kontrastiere mit „Spiritualität“, die alleine der Hinduismus für sich in Anspruch nehmen könne. Monotheismus stehe insofern ein universeller Monismus gegenüber. Ram Swarup definierte monotheistische Religionen als geradezu „dämonisch“, in ihnen „verkleide sich der Teufel als Gott“. Jehovah habe nie außerhalb der sich auf ihn berufenden Theologien existiert, „Räuberbanden“ seien dämonisch besessen worden und hätten sich Imperien zusammengestohlen. Mohammed und andere Propheten seien in eine yogische Trance geraten, ohne von einem Guru geführt worden zu sein, da sie dies nicht verstanden hätten und überfordert gewesen seien, hätte die Erfahrung bei ihnen zu krankhaftem Größenwahn geführt.
Da die Charakterisierung monotheistischer Religionen als dämonisch nicht gerade zu besseren Beziehungen mit westlichen Ländern (wie beispielsweise auch Israel) führt, haben Autoren des Verlages ihre scharfe Ablehnung etwas gemildert. Der Talmud weise beispielsweise eine pluralistische Liberalisierung auf, das Christentum sei durch die Renaissance in Europa inhaltlich herausgefordert und seine Länder bereits zu Zeiten der britischen Herrschaft über Indien transformiert worden. Allein Missionare stünden noch für jene Vorstellungen, die zu Massentötungen geführt hätten und wollten Indien weiterhin in ein christliches Land verwandeln.
Zu den bekannteren Autoren, die von Voice of India publiziert wurden, zählen u. a. David Frawley, der Indologe Koenraad Elst, der Historiker Sita Ram Goel, K.S. Lal und Ram Swarup. David Frawley schrieb etwa 40 Bücher, von denen einige auch der Hindu-Identität und der indischen Geschichte gewidmet sind. Nach Frawleys eigener Einschätzung ist die Islamkritik der Voice-of-India-Autoren vergleichbar mit der Religionskritik von westlichen Autoren wie Voltaire oder Thomas Jefferson.
Nach weitaus weniger freundlicher externer Einschätzung geht es dem Verlag hingegen primär um die Vertretung einer chauvinistischen Ideologie hinduistischer Überlegenheit, um die Vertretung einer „hindu-trimphalistischen“ Weltsicht. Toleranz gegenüber Christentum und Islam werde grundsätzlich als Fehler angesehen, da diese monotheistischen Religionen von Natur aus intolerant seien, während die vielgestaltige Götterwelt des Hinduismus „demokratisch“ sei und alleine als wahrhaft spirituell gelten könne. Gleichfalls verträten die Publikationen des Verlages oft geradezu pseudowissenschaftliche Theorien und Behauptungen, die etwa unterstellten, dass moderne Erfindungen und wissenschaftliche Erkenntnisse aus Physik, Biologie, Astronomie etc. bereits den Indern des vedischen Zeitalters bekannt gewesen seien und lediglich vergessen wurden. Indien werde als die „Wiege der Zivilisation“ beschrieben, wo eine arische Urbevölkerung – die keinesfalls eingewandert sein könne, sondern Indien entstamme – so gut wie sämtliche modernen Erfindungen bereits gemacht und in den Veden beschrieben habe. Der Verlag imitiere eine liberale Sprache nur zum Schein, um seine faschistischen Grundvorstellungen zu verbergen.

## Publikationen (Auswahl)
- Kishori Saran Lal
  - Theory and Practice of Muslim State in India (1999)

- Goel, Sita Ram
  - History of Hindu-Christian Encounters (1989)
  - Hindu Temples - What Happened to Them (1991).
  - Catholic Ashrams: Sannyasins or Swindlers? (1995).
  - The Calcutta Quran Petition by Chandmal Chopra and Sita Ram Goel (1986, erweitert 1987 und erneut 1999)
  - The Story of Islamic Imperialism in India (1982; second revised edition 1994) ISBN 81-85990-23-9

- Elst, Koenraad
  - Ayodhya and After: Issues Before Hindu Society (1991).
  - Ayodhya: The Case Against the Temple (2002) ISBN 81-85990-75-1.
  - Gandhi and Godse - A review and a critique (2001) ISBN 81-85990-71-9.
  - The Saffron Swastika - The Notion of Hindu Fascism (2001) ISBN 81-85990-69-7.
  - Update on the Aryan Invasion Debate ISBN 81-86471-77-4.
  - Who is a Hindu? (2001).

- Ram Swarup
  - Understanding Islam through Hadis
  - Hindu View of Christianity and Islam

- Nachdrucke
  - Vindicated by time: The Niyogi Committee report on Christian missionary activities.Madhya Pradesh (India)., Goel, S. R., Niyogi, M. B., & Voice of India. (1998).
  - The Goa Inquisition : being a quatercentenary commemoration study of the inquisition in India by Anant Priolkar; Gabriel Dellon; Claudius Buchanan
  - Woman, church and state : a historical account of the status of woman through the Christian ages, with reminiscences of the matriarchate by Matilda Joslyn Gage
  - Malabar and the Portuguese by K. M. Panikkar
  - Inner Yoga by Anirvan

- Übersetzungen
  - Un regard Hindou sur le Christianisme et l'Islam by Ram Swarup. New Delhi: Voice of India.
  - A Muslim missionary in mediaeval Kashmir : being the English translation of Tohfatu'l-ahbab. Translated by K N Pandit. New Delhi: Voice of India.